# Orso polare di Enrico III

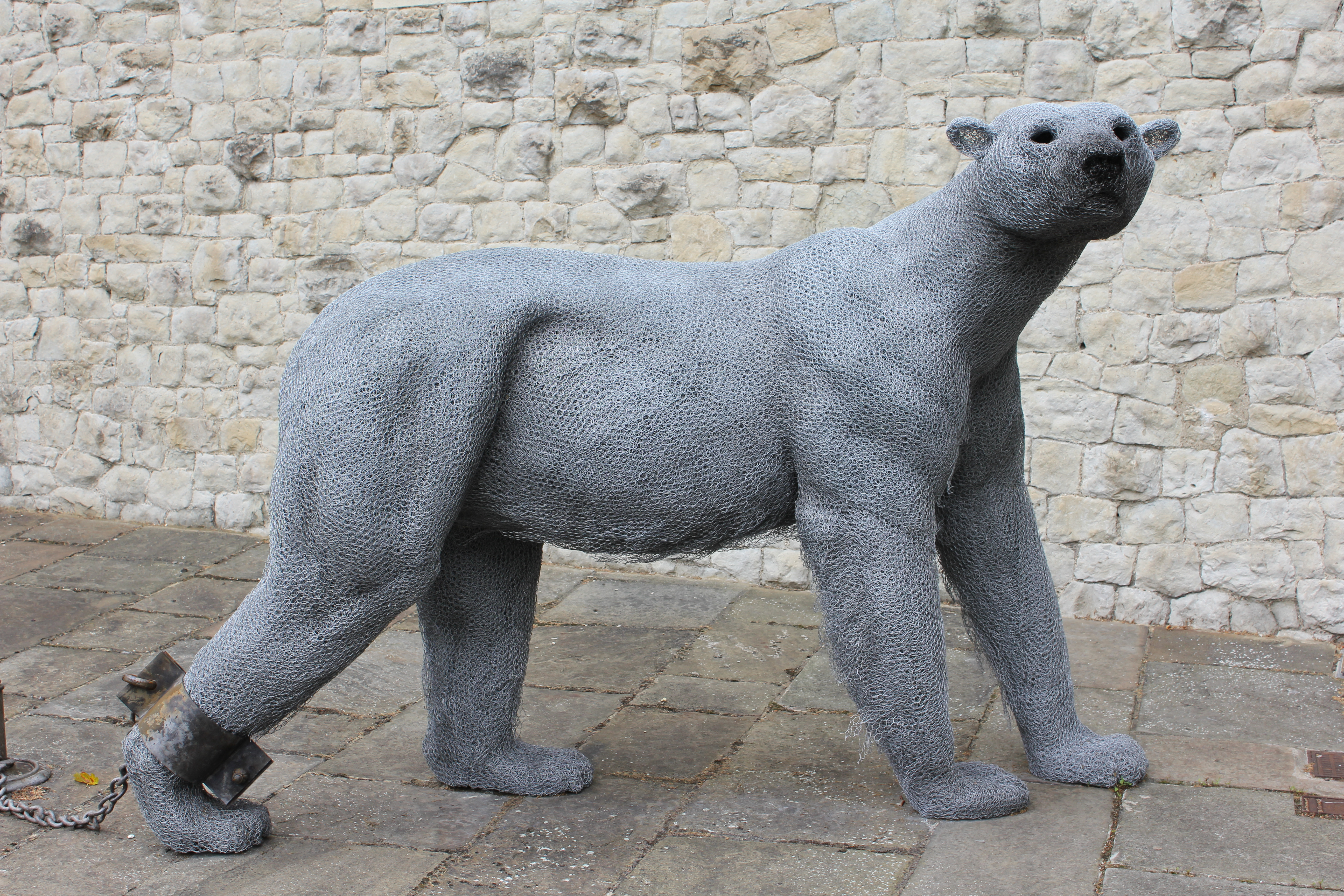
Scultura che ritrae l'orso di Enrico III collocata nella Torre di Londra

L'orso polare di Enrico III fu donato da Haakon IV di Norvegia al regnante inglese nel 1252.
L'orso venne ospitato nel serraglio della Torre di Londra; a lui veniva temporaneamente data la possibilità di passeggiare al piano terra della Torre e, dal 1253, per volontà del re, di nuotare nel Tamigi. L'orso divenne una popolare attrazione a Londra e spronò altri futuri monarchi inglesi ad allevare animali simili.

## Biografia

### Antefatti
Sebbene altri sovrani avessero conservato degli animali esotici nella Torre di Londra, fu Enrico III a istituire per la prima volta al suo interno un serraglio permanente. Tra i primi animali custoditi nell'edificio vi erano tre "leopardi" (nel Medioevo, il termine inglese leopard aveva però un'accezione meno specifica rispetto al giorno d'oggi; tali esemplari erano più probabilmente dei leoni), donati al re inglese da Federico II di Svevia nel 1235 nel corso del suo matrimonio con la sorella di Enrico Isabella. Il serraglio continuerà a ospitare degli animali fino alla sua chiusura nel 1834, portata dalle preoccupazioni in merito al loro benessere.

### A Londra
L'orso venne donato a Enrico III da Haakon IV. Le fonti dell'epoca lo definiscono "bianco" e "pallido", lasciando intendere che si trattasse di un orso polare; fino al diciannovesimo secolo, in Gran Bretagna, gli orsi polari erano conosciuti come "orsi bianchi". Si potrebbe ipotizzare che l'animale fosse in realtà un orso bruno eurasiatico, ipotesi alquanto improbabile dato lo scarso prestigio di cui avrebbe potuto godere questo animale; è altrettanto inverosimile che fosse un orso bruno siriano, in quanto Haakon aveva donato un "orso bianco" anche a Federico II, il quale, essendo signore del Regno di Sicilia, avrebbe potuto entrare in possesso di esemplari del genere senza difficoltà.
Le popolazioni di orsi polari norvegesi e baltiche vennero sterminate nel X secolo. Affinché un esemplare di quella specie potesse raggiungere la Norvegia, sarebbe dovuto quindi giungere tramite una piattaforma di ghiaccio alla deriva o, in alternativa, provenire dalla Groenlandia, nei cui insediamenti norreni Haakon stava esercitando un controllo crescente. L'orso polare era un importante simbolo reale nella storia norrena, simile in termini di rilevanza ai leopardi e ai leoni della corona inglese. Pertanto il dono aveva un grande valore diplomatico. Non si sa se fosse stato conferito un nome alla bestia.
L'orso polare venne ospitato nella Torre di Londra. Il suo addestratore lo faceva a volte passeggiare al piano terra della stessa. Sorpreso dai costi di mantenimento dell'animale, Enrico ne delegò il mantenimento agli sceriffi di Londra; l'ordine fu emesso dal sovrano il 13 settembre 1252 a Bury St Edmunds e comunicato agli sceriffi di Windsor il 29 settembre. L'indennità di quattro sous al giorno concessa dallo sceriffo si rivelò appena sufficiente per conferirgli le cure necessarie. Erano anche responsabili di fornire abiti al supervisore norvegese dell'orso.
Il 30 ottobre 1253, preoccupato che l'orso non fosse sufficientemente tutelato, Enrico ordinò agli sceriffi che fosse dotato di una museruola e di una catena durante le sue passeggiate e gli fosse data a volte la possibilità di nuotare nel Tamigi legato a una lunga corda. Anche i costi di mantenimento aumentarono a sei pence al giorno. Esso veniva condotto quotidianamente nel Tamigi, dove pescava storioni e salmoni. Le sue escursioni suscitavano grande interesse da parte del pubblico, che accorreva in massa al fiume per osservare l'animale. Il traffico sulle strade vicine veniva solitamente interrotto per facilitare gli spostamenti dell'orso.

## Impatto culturale
L'orso divenne un'attrazione e una celebrità nella città di Londra; la sua popolarità tra gli animali del serraglio di Enrico III verrà superata solo dall'elefante donato al regnante inglese da Luigi IX di Francia nel 1255.
Negli anni seguenti, vennero ospitati altri orsi nella Torre di Londra. Dei documenti confermano che, all'interno della stessa, avrebbe vissuto un altro orso polare di nome Lynn a partire dal 1287. Si presume che questo fosse stato catturato alle Svalbard e spedito dal fiordo di Lyngen; forse avrebbe dovuto fungere da sostituto dell'originario orso di Henry. È confermata anche l'esistenza di un altro orso polare che viveva nel serraglio della Torre nel 1549. Nel 1609, re Giacomo ricevette due cuccioli di orso polare che vissero nel suo beargarden.
La notorietà dell'animale domestico di Enrico III, o forse dei suoi sostituti, portò numerosi pub ad adottare il nome White Bear (lett. "orso bianco").
L'orso potrebbe anche aver ispirato l'uso del simbolo su monete simboliche come quelle emesse dai commercianti di Bride Lane (vicino a Fleet Street) nel XVII secolo.